# Dolores County
Dolores County je okres ve státě Colorado v USA. K roku 2000 zde žilo 1 844 obyvatel. Správním městem okresu je Dove Creek. Celková rozloha okresu činí 2 766 km².